# Tornei di tennis femminili nel 1967
Prima della nascita del WTA Tour, ossia l'apertura alle tenniste professioniste dei tornei che prima di quell'anno erano riservati alle tenniste dilettanti, tutti gli eventi più importanti erano amatoriali, tra questi c'erano i tornei del Grande Slam: gli Australian Championships, gli Internazionali di Francia, il Torneo di Wimbledon e gli U.S. National Championships.

## Gennaio
| Settimana  | Torneo                                                                                             | Vincitore                                                   | Finalista                                   | Semifinalisti | Eliminati ai quarti |
| ---------- | -------------------------------------------------------------------------------------------------- | ----------------------------------------------------------- | ------------------------------------------- | ------------- | ------------------- |
| 1º gennaio | Wellington Championships 1967 Wellington, Nuova Zelanda Erba Singolare - Doppio                    | Rogan 6-4 7-5                                               | Beverley Vercoe                             |               |                     |
| 1º gennaio | Wellington Championships 1967 Wellington, Nuova Zelanda Erba Singolare - Doppio                    | Cecelie Fleming Ethne Mitchell 6-1 6-0                      | Odgers Paterson                             |               |                     |
| 1º gennaio | Faucombridge Trophy 1967 Valencia, Spagna Terra rossa Singolare - Doppio                           | Frances MacLennan 3-6 6-3 6-2                               | Ana-Maria Estalella                         |               |                     |
| 1º gennaio | Faucombridge Trophy 1967 Valencia, Spagna Terra rossa Singolare - Doppio                           | Ana-Maria Estalella Pierrette Seghers 7-5 6-2               | Eva Lundquist Frances MacLennan             |               |                     |
| 5 gennaio  | South Island Championships 1967 Nelson, Nuova Zelanda Erba Singolare - Doppio                      | Ethne Mitchell 6-2 6-4                                      | Cecelie Fleming                             |               |                     |
| 5 gennaio  | South Island Championships 1967 Nelson, Nuova Zelanda Erba Singolare - Doppio                      |                                                             |                                             |               |                     |
| 7 gennaio  | North Island Championships 1967 Hamilton, Nuova Zelanda Erba Singolare - Doppio                    | Headifen 6-0 6-2                                            | Beverley Vercoe                             |               |                     |
| 7 gennaio  | North Island Championships 1967 Hamilton, Nuova Zelanda Erba Singolare - Doppio                    | Paterson Odgers 2-6 7-5 12-10                               | Cox Headifen                                |               |                     |
| 7 gennaio  | Eastern Province Championships 1967 Port Elizabeth, Sudafrica Cemento Singolare - Doppio           | Annette Van Zyl 6-2 6-3                                     | Laura Rossouw                               |               |                     |
| 7 gennaio  | Eastern Province Championships 1967 Port Elizabeth, Sudafrica Cemento Singolare - Doppio           | Glenda Swan Patricia Walkden-Pretorius 5-7 6-3 6-4          | Esme Emanuel Maryna Godwin Proctor          |               |                     |
| 7 gennaio  | Sydney Manly Seaside Championships 1967 Sydney, Australia Erba Singolare - Doppio                  | Karen Krantzcke 6-4 6-3                                     | Betty Stöve                                 |               |                     |
| 7 gennaio  | Sydney Manly Seaside Championships 1967 Sydney, Australia Erba Singolare - Doppio                  | Karen Krantzcke Lesley Turner Bowrey 6-2 6-1                | Elizabeth Fenton Sandra Walsham             |               |                     |
| 8 gennaio  | Indian Nationals and Northen Indian Championships 1967 Delhi, India Terra rossa Singolare - Doppio | Alla Ivanova 8-6 6-3                                        | Rena Abzhanididzye                          |               |                     |
| 8 gennaio  | Indian Nationals and Northen Indian Championships 1967 Delhi, India Terra rossa Singolare - Doppio | Alla Ivanova Rena Abzhanididzye 3-6 6-0 6-1                 | Begum Kahn Suraiya                          |               |                     |
| 8 gennaio  | Florida State Championships 1967 Orlando, USA Terra rossa Singolare - Doppio                       | Vera Cleto 4-6 7-5 6-4                                      | Betty Rosenquest Pratt                      |               |                     |
| 8 gennaio  | Florida State Championships 1967 Orlando, USA Terra rossa Singolare - Doppio                       | Nancy Corse-Reed Betty Rosenquest Pratt 13-11 6-4           | Susan Behlmar Alice Luthy-Tym               |               |                     |
| 9 gennaio  | Western Australian Championships 1967 Perth, Australia Erba Singolare - Doppio                     | Françoise Dürr 4-6 7-5 6-3                                  | Rosie Casals                                |               |                     |
| 9 gennaio  | Western Australian Championships 1967 Perth, Australia Erba Singolare - Doppio                     | Françoise Dürr Gail Sherriff Chanfreau Lovera 4-6 6-4 6-0   | Rosie Casals Nancy Richey                   |               |                     |
| 14 gennaio | Western Province Championships 1967 Città del Capo, Sudafrica Cemento Singolare - Doppio           | Virginia Wade 7-5 6-4                                       | Patricia Walkden-Pretorius                  |               |                     |
| 14 gennaio | Western Province Championships 1967 Città del Capo, Sudafrica Cemento Singolare - Doppio           | Annette Van Zyl Virginia Wade 6-4 6-2                       | Jean Forbes Heather Brewer-Segal            |               |                     |
| 15 gennaio | New Zealand Championships 1967 Auckland, Nuova Zelanda Singolare - Doppio                          | Beverley Vercoe 6-4 5-7 8-6                                 | Ethne Mitchell                              |               |                     |
| 15 gennaio | New Zealand Championships 1967 Auckland, Nuova Zelanda Singolare - Doppio                          | Rogan Stevens 6-4 6-2                                       | Odgers Paterson                             |               |                     |
| 15 gennaio | Tasmanian Championships 1967 Hobart, Australia Erba Singolare - Doppio                             | Nancy Richey 6-4 6-2                                        | Lesley Turner Bowrey                        |               |                     |
| 15 gennaio | Tasmanian Championships 1967 Hobart, Australia Erba Singolare - Doppio                             | Rosie Casals Nancy Richey 6-2 6-3                           | Judy Tegart-Dalton Lesley Turner Bowrey     |               |                     |
| 15 gennaio | South Florida Championships 1967 West Palm Beach, USA Terra rossa Singolare - Doppio               | Stephanie De Fina 6-3 6-0                                   | Vera Cleto                                  |               |                     |
| 15 gennaio | South Florida Championships 1967 West Palm Beach, USA Terra rossa Singolare - Doppio               |                                                             |                                             |               |                     |
| 21 gennaio | OFS Championships 1967 Bloemfontein, Sudafrica Cemento Singolare - Doppio                          | Patricia Walkden-Pretorius 6-4 6-4                          | Virginia Wade                               |               |                     |
| 21 gennaio | OFS Championships 1967 Bloemfontein, Sudafrica Cemento Singolare - Doppio                          | Annette Van Zyl Virginia Wade 6-4 6-3                       | Christine Truman Patricia Walkden-Pretorius |               |                     |
| 22 gennaio | Pierre Gillou Indoor 1967 Parigi, Francia Terra rossa Singolare - Doppio                           | Monique Salfati-di Maso 2-6 12-10 6-0                       | Jeanine Lieffrig                            |               |                     |
| 22 gennaio | Pierre Gillou Indoor 1967 Parigi, Francia Terra rossa Singolare - Doppio                           | Rosa Maria Reyes Darmon Jeanine Lieffrig 6-2 8-6            | Muriel Burel Monique Salfati-di Maso        |               |                     |
| 22 gennaio | Moscow Championships 1967 Mosca, URSS Singolare - Doppio                                           | Ol'ga Morozova 9-7 8-6                                      | Anna Dmitrieva Tolstoy                      |               |                     |
| 22 gennaio | Moscow Championships 1967 Mosca, URSS Singolare - Doppio                                           |                                                             |                                             |               |                     |
| 23 gennaio | Asian Championships 1967 Calcutta, India Erba Singolare - Doppio                                   | Rena Abzhanididzye 6-4 6-0                                  | Alla Ivanova                                |               |                     |
| 23 gennaio | Asian Championships 1967 Calcutta, India Erba Singolare - Doppio                                   |                                                             |                                             |               |                     |
| 23 gennaio | Asian Championships 1967 Calcutta, India Erba Singolare - Doppio                                   | Doppio misto: Ivanova Alex Metreveli 6-4 7-5                | Rita Suriya Mabruk Ali                      |               |                     |
| 29 gennaio | German Covered Court Championships 1967 Colonia, Germania Campo indoor Singolare - Doppio          | Ann Haydon Jones 6-1 6-1                                    | Ingrid Loeys                                |               |                     |
| 29 gennaio | German Covered Court Championships 1967 Colonia, Germania Campo indoor Singolare - Doppio          | Rosa Maria Reyes Darmon Monique Salfati-di Maso 6-3 2-6 6-4 | Ann Haydon Jones Heide Schildeknecht-Orth   |               |                     |
| 29 gennaio | Austin Smith Championships 1967 Fort Lauderdale, USA Terra rossa Singolare - Doppio                | Stephanie De Fina 6-2 6-1                                   | Peachy Kellmeyer                            |               |                     |
| 29 gennaio | Austin Smith Championships 1967 Fort Lauderdale, USA Terra rossa Singolare - Doppio                | Conill Peachy Kellmeyer 5-7 6-4 7-5                         | Susan Behlmar Nancy Corse-Reed              |               |                     |
| 30 gennaio | Australian Championships 1967 Adelaide, Australia Erba Singolare - Doppio                          | Nancy Richey 6-1 6-4                                        | Lesley Turner Bowrey                        |               |                     |
| 30 gennaio | Australian Championships 1967 Adelaide, Australia Erba Singolare - Doppio                          | Judy Tegart-Dalton Lesley Turner Bowrey 6-0 6-2             | Lorraine Coghlan Robinson Evelyne Terras    |               |                     |

## Febbraio
| Settimana   | Torneo                                                                                            | Vincitore                                               | Finalista                                          | Semifinalisti | Eliminati ai quarti |
| ----------- | ------------------------------------------------------------------------------------------------- | ------------------------------------------------------- | -------------------------------------------------- | ------------- | ------------------- |
| 5 febbraio  | Auckland International Wills 1967 Auckland, Nuova Zelanda Erba Singolare - Doppio                 | Rosie Casals 6-2 7-5                                    | Françoise Dürr                                     |               |                     |
| 5 febbraio  | Auckland International Wills 1967 Auckland, Nuova Zelanda Erba Singolare - Doppio                 | Rosie Casals Françoise Dürr 6-4 10-8                    | Kerry Melville Reid Gail Sherriff Chanfreau Lovera |               |                     |
| 5 febbraio  | Natal Championships 1967 Durban, Sudafrica Cemento Singolare - Doppio                             | Patricia Walkden-Pretorius 6-2 9-7                      | Virginia Wade                                      |               |                     |
| 5 febbraio  | Natal Championships 1967 Durban, Sudafrica Cemento Singolare - Doppio                             | Annette Van Zyl Virginia Wade 6-3 4-6 6-4               | Grownman Elly Krocke                               |               |                     |
| 5 febbraio  | Scandanavian Covered Court Championships 1967 Stoccolma, Svezia Campo indoor Singolare - Doppio   | Ann Haydon Jones 6-2 4-6 6-4                            | Galina Bakšeeva                                    |               |                     |
| 5 febbraio  | Scandanavian Covered Court Championships 1967 Stoccolma, Svezia Campo indoor Singolare - Doppio   | Ann Haydon Jones Winnie Shaw 9-7 6-2                    | Galina Bakšeeva Gudrun Rosin                       |               |                     |
| 13 febbraio | Gallia Club Championships 1967 Cannes, Francia Terra rossa Singolare - Doppio                     | Ingrid Loeys 4-6 8-6 10-8                               | Jacqueline Rees-Lewis Vives                        |               |                     |
| 13 febbraio | Gallia Club Championships 1967 Cannes, Francia Terra rossa Singolare - Doppio                     |                                                         |                                                    |               |                     |
| 13 febbraio | New England Indoors 1967 Salem, USA Campo indoor Singolare - Doppio                               | Mary-Ann Eisel Curtis 6-4 5-7 11-9                      | Billie Jean King                                   |               |                     |
| 13 febbraio | New England Indoors 1967 Salem, USA Campo indoor Singolare - Doppio                               | Carol Hanks-Aucamp Mary-Ann Eisel Curtis 6-4 6-1        | Cecilia Martinez Kristy Pigeon                     |               |                     |
| 13 febbraio | New Zealand Wellington Wills International 1967 Wellington, Nuova Zelanda Erba Singolare - Doppio | Françoise Dürr 6-3 6-0                                  | Rosie Casals                                       |               |                     |
| 13 febbraio | New Zealand Wellington Wills International 1967 Wellington, Nuova Zelanda Erba Singolare - Doppio | Betty Stöve Lidy Venneboer 7-5 6-8 6-4                  | Françoise Dürr Evelyne Terras                      |               |                     |
| 19 febbraio | New South Wales Hard Court Championships 1967 Gunnedah, Australia Terra rossa Singolare - Doppio  | Elizabeth Fenton 8-6 4-6 6-2                            | Karen Krantzcke                                    |               |                     |
| 19 febbraio | New South Wales Hard Court Championships 1967 Gunnedah, Australia Terra rossa Singolare - Doppio  | Meryl Jones Karen Krantzcke 6-0 8-6                     | Cooper Jill Starr                                  |               |                     |
| 19 febbraio | City of Miami Championships 1967 Miami, USA Terra rossa Singolare - Doppio                        | Alice Luthy-Tym 6-3 8-6                                 | Elena Subirats                                     |               |                     |
| 19 febbraio | City of Miami Championships 1967 Miami, USA Terra rossa Singolare - Doppio                        |                                                         |                                                    |               |                     |
| 19 febbraio | USSR Indoors Closed Championships 1967 Mosca, URSS Singolare - Doppio                             | Galina Bakšeeva 6-2 10-8                                | Anna Dmitrieva Tolstoy                             |               |                     |
| 19 febbraio | USSR Indoors Closed Championships 1967 Mosca, URSS Singolare - Doppio                             | Galina Bakšeeva Anna Dmitrieva Tolstoy 6-2 6-1          | Chalko Ol'ga Morozova                              |               |                     |
| 19 febbraio | Nice Lawn Tennis Club Championships 1967 Nizza, Francia Singolare - Doppio                        | Jacqueline Rees-Lewis Vives 6-1 6-3                     | C. Leca                                            |               |                     |
| 19 febbraio | Nice Lawn Tennis Club Championships 1967 Nizza, Francia Singolare - Doppio                        |                                                         |                                                    |               |                     |
| 19 febbraio | San Francisco Golden Gate Tournament 1967 San Francisco, USA Cemento Singolare - Doppio           | Cecilia Martinez 6-2 3-6 7-5                            | Lyman                                              |               |                     |
| 19 febbraio | San Francisco Golden Gate Tournament 1967 San Francisco, USA Cemento Singolare - Doppio           |                                                         |                                                    |               |                     |
| 19 febbraio | US Indoors 1967 Winchester, USA Campo indoor Singolare - Doppio                                   | Billie Jean King 6-1 6-0                                | Gertrudia Groenman-Walhof                          |               |                     |
| 19 febbraio | US Indoors 1967 Winchester, USA Campo indoor Singolare - Doppio                                   | Carol Hanks-Aucamp Mary-Ann Eisel Curtis 6-4 1-6 6-2    | Judy Dixon Billie Jean King                        |               |                     |
| 19 febbraio | Philippine National Championships 1967 Manila, Filippine Singolare - Doppio                       | Desidera Ampon 6-4 6-3                                  | Linda Lanuza                                       |               |                     |
| 19 febbraio | Philippine National Championships 1967 Manila, Filippine Singolare - Doppio                       | Linda Lanuza Patricia Yngayo 6-0 6-2                    | Desidera Ampon Ang                                 |               |                     |
| 22 febbraio | Riviera Championships 1967 Mentone, Francia Terra rossa Singolare - Doppio                        | Jacqueline Rees-Lewis Vives 6-1 6-3                     | Roberta Beltrame                                   |               |                     |
| 22 febbraio | Riviera Championships 1967 Mentone, Francia Terra rossa Singolare - Doppio                        |                                                         |                                                    |               |                     |
| 27 febbraio | Dixie Championships 1967 Tampa, USA Terra rossa Singolare - Doppio                                | Ann Haydon Jones 6-4 8-6                                | Françoise Dürr                                     |               |                     |
| 27 febbraio | Dixie Championships 1967 Tampa, USA Terra rossa Singolare - Doppio                                | Ann Haydon Jones Virginia Wade 5-7 7-5 6-3              | Gertrudia Groenman-Walhof Betty Stöve              |               |                     |
| 27 febbraio | French Covered Court Championships 1967 Parigi, Francia Campo indoor Singolare - Doppio           | Monique Salfati-di Maso 6-2 10-8                        | Winnie Shaw                                        |               |                     |
| 27 febbraio | French Covered Court Championships 1967 Parigi, Francia Campo indoor Singolare - Doppio           | Rosa Maria Reyes Darmon Monique Salfati-di Maso 6-2 6-3 | Jeanine Lieffrig Almut Sturm                       |               |                     |
| 28 febbraio | Pacific Coast Indoor Championships 1967 San Rafael, USA Campo indoor Singolare - Doppio           | Billie Jean King 10-8 7-5                               | Patti Hogan                                        |               |                     |
| 28 febbraio | Pacific Coast Indoor Championships 1967 San Rafael, USA Campo indoor Singolare - Doppio           |                                                         |                                                    |               |                     |

## Marzo
| Settimana | Torneo | Vincitore                                                                             | Finalista                                       | Semifinalisti | Eliminati ai quarti |
| --------- | --- | ------------------------------------------------------------------------------------- | ----------------------------------------------- | ------------- | ------------------- |
| marzo     | Thunderbird Classic 1967 Phoenix, USA Cemento Singolare - Doppio                                                 | Nancy Richey 6-1 6-4                                                                  | Carol Hanks-Aucamp                              |               |                     |
| marzo     | Thunderbird Classic 1967 Phoenix, USA Cemento Singolare - Doppio                                                 | Patti Hogan Michel 6-1 6-4                                                            | Donna Floyd-Fales Nancy Richey                  |               |                     |
| 1º marzo  | Munich Indoors 1967 Monaco di Baviera, Germania Campo indoor Singolare - Doppio                                  | Vlasta Kodesova-Vopickova 3-6 7-5 6-2                                                 | Kristen Seelbach                                |               |                     |
| 1º marzo  | Munich Indoors 1967 Monaco di Baviera, Germania Campo indoor Singolare - Doppio                                  |                                                                                       |                                                 |               |                     |
| 4 marzo   | Moscow International Indoor Championships 1967 Mosca, URSS Campo indoor Singolare - Doppio                       | Anna Dmitrieva Tolstoy 9-7 6-4                                                        | Galina Bakšeeva                                 |               |                     |
| 4 marzo   | Moscow International Indoor Championships 1967 Mosca, URSS Campo indoor Singolare - Doppio                       | Anna Dmitrieva Tolstoy Galina Bakšeeva 6-3 6-1                                        | Chalko Ol'ga Morozova                           |               |                     |
| 5 marzo   | Torneo di Beaulieu 1967 Cannes, Francia Terra rossa Singolare - Doppio                                           | Winnie Shaw 6-3 6-4                                                                   | Kathleen Harter                                 |               |                     |
| 5 marzo   | Torneo di Beaulieu 1967 Cannes, Francia Terra rossa Singolare - Doppio                                           | Judy Congdon Kathleen Harter 6-2 6-3                                                  | Christiane Spinoza Johanne Venturino            |               |                     |
| 5 marzo   | Kingston International 1967 Kingston, Giamaica Erba Singolare - Doppio                                           | Françoise Dürr 6-3 6-1                                                                | Ann Haydon Jones                                |               |                     |
| 5 marzo   | Kingston International 1967 Kingston, Giamaica Erba Singolare - Doppio                                           | Ann Haydon Jones Virginia Wade 1-6 6-1 6-3                                            | fra Dürr Jan Lehane                             |               |                     |
| 7 marzo   | Cozon Cup Indoor Championships 1967 Lione, Francia Campo indoor Singolare - Doppio                               | Aubert 6-2 6-4                                                                        | Josette Billaz                                  |               |                     |
| 7 marzo   | Cozon Cup Indoor Championships 1967 Lione, Francia Campo indoor Singolare - Doppio                               |                                                                                       |                                                 |               |                     |
| 12 marzo  | Colombia International 1967 Barranquilla, Colombia Terra rossa Singolare - Doppio                                | Ann Haydon Jones 6-3 6-4                                                              | Françoise Dürr                                  |               |                     |
| 12 marzo  | Colombia International 1967 Barranquilla, Colombia Terra rossa Singolare - Doppio                                | Ann Haydon Jones Virginia Wade 6-4 6-1                                                | Françoise Dürr Jan Lehane                       |               |                     |
| 12 marzo  | Egyptian International Cairo Championships 1967 Il Cairo, Egitto Terra rossa Singolare - Doppio                  | Helga Schultze-Hösl 6-2 6-3                                                           | Lea Pericoli                                    |               |                     |
| 12 marzo  | Egyptian International Cairo Championships 1967 Il Cairo, Egitto Terra rossa Singolare - Doppio                  |                                                                                       |                                                 |               |                     |
| 12 marzo  | Cannes Lawn Tennis Club Championships 1967 Cannes, Francia Terra rossa Singolare - Doppio                        | Winnie Shaw 3-6 6-3 6-1                                                               | Johanne Venturino                               |               |                     |
| 12 marzo  | Cannes Lawn Tennis Club Championships 1967 Cannes, Francia Terra rossa Singolare - Doppio                        | Ingrid Loeys Ingrid Lofdahl-Bentzer 6-4 2-6 6-4                                       | Judy Congdon Kathleen Harter                    |               |                     |
| 14 marzo  | Parioli Tennis Tournament 1967 Roma, Italia Terra rossa Singolare - Doppio                                       | Monica Giorgi 6-4 6-2                                                                 | Graziella Perna                                 |               |                     |
| 14 marzo  | Parioli Tennis Tournament 1967 Roma, Italia Terra rossa Singolare - Doppio                                       | Monica Giorgi Graziella Perna 6-2 6-2                                                 | Ducci La Porta                                  |               |                     |
| 19 marzo  | Egyptian International Alexandria Championships 1967 Alessandria d'Egitto, Egitto Terra rossa Singolare - Doppio | Helga Schultze-Hösl 4-6 6-1 8-6                                                       | Anna Dmitrieva Tolstoy                          |               |                     |
| 19 marzo  | Egyptian International Alexandria Championships 1967 Alessandria d'Egitto, Egitto Terra rossa Singolare - Doppio |                                                                                       |                                                 |               |                     |
| 19 marzo  | Caracas Altamira International 1967 Caracas, Venezuela Cemento Singolare - Doppio                                | Ann Haydon Jones 6-2 6-3                                                              | Virginia Wade                                   |               |                     |
| 19 marzo  | Caracas Altamira International 1967 Caracas, Venezuela Cemento Singolare - Doppio                                | Ann Haydon Jones Virginia Wade 6-1 8-6                                                | Gertrudia Groenman-Walhof Betty Stöve           |               |                     |
| 20 marzo  | Nice Lawn Tennis Club Championships 1967 Nizza, Francia Terra rossa Singolare - Doppio                           | Winnie Shaw 6-4 6-2                                                                   | Cottril                                         |               |                     |
| 20 marzo  | Nice Lawn Tennis Club Championships 1967 Nizza, Francia Terra rossa Singolare - Doppio                           | Cottril Gail Sherriff Chanfreau Lovera 6-3 4-6 6-2                                    | Rosa Maria Reyes Darmon Monique Salfati-di Maso |               |                     |
| 20 marzo  | South African Championships 1967 Johannesburg, Sudafrica Cemento Singolare - Doppio                              | Billie Jean King 7-5 5-7 6-2                                                          | Maria Esther Bueno                              |               |                     |
| 20 marzo  | South African Championships 1967 Johannesburg, Sudafrica Cemento Singolare - Doppio                              | Billie Jean King Rosie Casals 4-6 6-1 6-3                                             | Maria Ester Bueno Judy Tegart-Dalton            |               |                     |
| 25 marzo  | Monte Carlo Cup 1967 Monte Carlo, Monte Carlo Terra rossa Singolare - Doppio                                     | Helga Schultze-Hösl 6-4 6-2                                                           | Gail Sherriff Chanfreau Lovera                  |               |                     |
| 25 marzo  | Monte Carlo Cup 1967 Monte Carlo, Monte Carlo Terra rossa Singolare - Doppio                                     | Cottril Gail Sherriff Chanfreau Lovera 4-6 6-2 6-4                                    | Lea Pericoli Silvana Lazzarino                  |               |                     |
| 26 marzo  | Curacao International 1967 Curaçao, Paesi Bassi Terra rossa Singolare - Doppio                                   | Ann Haydon Jones 6-1 6-2                                                              | Françoise Dürr                                  |               |                     |
| 26 marzo  | Curacao International 1967 Curaçao, Paesi Bassi Terra rossa Singolare - Doppio                                   | Ann Haydon Jones Virginia Wade 6-1 6-1                                                | Françoise Dürr Jan Lehane                       |               |                     |
| 27 marzo  | Tally Ho! 1967 Birmingham, Gran Bretagna Terra rossa Singolare - Doppio                                          | Corinne Molesworth 6-3 6-2                                                            | Susan Tutt                                      |               |                     |
| 27 marzo  | Tally Ho! 1967 Birmingham, Gran Bretagna Terra rossa Singolare - Doppio                                          |                                                                                       |                                                 |               |                     |
| 27 marzo  | Southport Hard Court Championships 1967 Southport, Gran Bretagna Terra rossa Singolare - Doppio                  | Rita Bentley 9-7 6-3                                                                  | Jitka Horcicikova-Volavkova                     |               |                     |
| 27 marzo  | Southport Hard Court Championships 1967 Southport, Gran Bretagna Terra rossa Singolare - Doppio                  | Rita Bentley Sally Holdsworth B. Orchard Jitka Horcicikova-Volavkova Titolo condiviso |                                                 |               |                     |

## Aprile
| Settimana | Torneo                                                                                             | Vincitore                                               | Finalista                                      | Semifinalisti | Eliminati ai quarti |
| --------- | -------------------------------------------------------------------------------------------------- | ------------------------------------------------------- | ---------------------------------------------- | ------------- | ------------------- |
| aprile    | Beerschot International 1967 Anversa, Belgio Singolare - Doppio                                    | Christiane Mercelis 6-8 2-1 ritiro                      | Maria Esther Bueno                             |               |                     |
| aprile    | Beerschot International 1967 Anversa, Belgio Singolare - Doppio                                    |                                                         |                                                |               |                     |
| 2 aprile  | Aix Golden Racquet Tournament 1967 Aix-en-Provence, Francia Terra rossa Singolare - Doppio         | Gail Sherriff Chanfreau Lovera 7-5 13-11                | Cottril                                        |               |                     |
| 2 aprile  | Aix Golden Racquet Tournament 1967 Aix-en-Provence, Francia Terra rossa Singolare - Doppio         | Cottril Gail Sherriff Chanfreau Lovera 9-7 6-4          | Galina Bakšeeva Roberta Beltrame               |               |                     |
| 2 aprile  | Mexican International Championships 1967 Città del Messico, Messico Terra rossa Singolare - Doppio | Ann Haydon Jones 6-4 6-3                                | Elena Subirats                                 |               |                     |
| 2 aprile  | Mexican International Championships 1967 Città del Messico, Messico Terra rossa Singolare - Doppio | Ann Haydon Jones Virginia Wade 6-4 6-3                  | Lourdes Gongora Elena Subirats                 |               |                     |
| 2 aprile  | Nice Mediterranean Championships 1967 Nizza, Francia Terra rossa Singolare - Doppio                | Almut Sturm 6-1 4-6 6-3                                 | Tine Zwaan                                     |               |                     |
| 2 aprile  | Nice Mediterranean Championships 1967 Nizza, Francia Terra rossa Singolare - Doppio                |                                                         |                                                |               |                     |
| 2 aprile  | Rhodesian Championships 1967 Salisbury, Zimbabwe Singolare - Doppio                                | Maria Esther Bueno 7-5 6-4                              | Judy Tegart-Dalton                             |               |                     |
| 2 aprile  | Rhodesian Championships 1967 Salisbury, Zimbabwe Singolare - Doppio                                |                                                         |                                                |               |                     |
| 8 aprile  | Carlton Club Championships 1967 Cannes, Francia Singolare - Doppio                                 | Kathleen Harter 6-3 6-2                                 | Ingrid Lofdahl-Bentzer                         |               |                     |
| 8 aprile  | Carlton Club Championships 1967 Cannes, Francia Singolare - Doppio                                 |                                                         |                                                |               |                     |
| 9 aprile  | Campionati Internazionali di Sicilia 1967 Palermo, Italia Terra rossa Singolare - Doppio           | Lesley Turner Bowrey 6-3 6-2                            | Kathleen Harter                                |               |                     |
| 9 aprile  | Campionati Internazionali di Sicilia 1967 Palermo, Italia Terra rossa Singolare - Doppio           |                                                         |                                                |               |                     |
| 9 aprile  | Caribe Hilton International Championships 1967 San Juan, Porto Rico Cemento Singolare - Doppio     | Ann Haydon Jones 7-5 6-1                                | Virginia Wade                                  |               |                     |
| 9 aprile  | Caribe Hilton International Championships 1967 San Juan, Porto Rico Cemento Singolare - Doppio     | Ann Haydon Jones Virginia Wade 6-3 6-4                  | Françoise Dürr Jan Lehane                      |               |                     |
| 9 aprile  | Israel International Championships 1967 Tel Aviv, Israele Singolare - Doppio                       | Esme Emanuel 9-7 6-1                                    | Fay Toyne-Moore                                |               |                     |
| 9 aprile  | Israel International Championships 1967 Tel Aviv, Israele Singolare - Doppio                       | Esme Emanuel Maryna Godwin Proctor 6-2 1-6 6-1          | Fay Toyne-Moore Anita Van Deventer             |               |                     |
| 15 aprile | Cumberland Hard Court Championships 1967 Hampstead, Gran Bretagna Terra rossa Singolare - Doppio   | Christine Truman 7-5 6-1                                | Jitka Horcicikova-Volavkova                    |               |                     |
| 15 aprile | Cumberland Hard Court Championships 1967 Hampstead, Gran Bretagna Terra rossa Singolare - Doppio   |                                                         |                                                |               |                     |
| 16 aprile | Torneo di Cannes 1967 Cannes, Francia Singolare - Doppio                                           | Almut Sturm 7-5 6-3                                     | Ingrid Lofdahl-Bentzer                         |               |                     |
| 16 aprile | Torneo di Cannes 1967 Cannes, Francia Singolare - Doppio                                           | Ingrid Lofdahl-Bentzer Monique Salfati-di Maso walkover | Kathleen Harter Gail Sherriff Chanfreau Lovera |               |                     |
| 16 aprile | Masters Invitational 1967 Saint Petersburg, USA Terra rossa Singolare - Doppio                     | Ann Haydon Jones 6-4 1-6 6-3                            | Jan Lehane                                     |               |                     |
| 16 aprile | Masters Invitational 1967 Saint Petersburg, USA Terra rossa Singolare - Doppio                     | Mary-Ann Eisel Curtis Ann Haydon Jones 6-4 1-6 6-3      | Donna Floyd-Fales Betty Rosenquest Pratt       |               |                     |
| 23 aprile | River Plate Championships 1967 Buenos Aires, Argentina Terra rossa Singolare - Doppio              | Norma Baylon 6-4 6-2                                    | Carole Caldwell Graebner                       |               |                     |
| 23 aprile | River Plate Championships 1967 Buenos Aires, Argentina Terra rossa Singolare - Doppio              | Carole Caldwell Graebner Norma Baylon 6-0 6-3           | Bocio Mabel Bove                               |               |                     |
| 23 aprile | Catania Championships 1967 Catania, Italia Terra rossa Singolare - Doppio                          | Lesley Turner Bowrey 6-4 6-4                            | Galina Bakšeeva                                |               |                     |
| 23 aprile | Catania Championships 1967 Catania, Italia Terra rossa Singolare - Doppio                          |                                                         |                                                |               |                     |
| 23 aprile | Rothmans Connaught Championships 1967 Chingford, Gran Bretagna Terra rossa Singolare - Doppio      | Virginia Wade 6-0 9-7                                   | Patricia Walkden-Pretorius                     |               |                     |
| 23 aprile | Rothmans Connaught Championships 1967 Chingford, Gran Bretagna Terra rossa Singolare - Doppio      | Christine Truman Nell Truman 8-10 9-7 6-3               | Laura Rossouw Patricia Walkden-Pretorius       |               |                     |
| 23 aprile | Northern California Championships 1967 San Francisco, USA Singolare - Doppio                       | Lynn Abbes 6-8 7-5 6-4                                  | Denise Carter-Triolo                           |               |                     |
| 23 aprile | Northern California Championships 1967 San Francisco, USA Singolare - Doppio                       |                                                         |                                                |               |                     |
| 23 aprile | Sutton Hard Court Championships 1967 Sutton, Gran Bretagna Terra rossa Singolare - Doppio          | Judy Tegart-Dalton 6-1 6-4                              | Jan Lehane                                     |               |                     |
| 23 aprile | Sutton Hard Court Championships 1967 Sutton, Gran Bretagna Terra rossa Singolare - Doppio          | Winnie Shaw Joyce Barclay-Williams-Hume                 | Esme Emanuel Maryna Godwin Proctor             |               |                     |
| 24 aprile | Puerta de Hierro International 1967 Madrid, Spagna Terra rossa Singolare - Doppio                  | Eva Lundquist 6-2 0-6 6-1                               | Alice Luthy-Tym                                |               |                     |
| 24 aprile | Puerta de Hierro International 1967 Madrid, Spagna Terra rossa Singolare - Doppio                  | Ana-Maria Estalella Maria-Carmen Coronado 12-10 6-4     | Eva Lundquist Alice Luthy-Tym                  |               |                     |
| 29 aprile | British Hard Court Championships 1967 Bournemouth, Gran Bretagna Terra rossa Singolare - Doppio    | Virginia Wade 6-1 10-8                                  | Ann Haydon Jones                               |               |                     |
| 29 aprile | British Hard Court Championships 1967 Bournemouth, Gran Bretagna Terra rossa Singolare - Doppio    | Virginia Wade Ann Haydon Jones 6-2 6-0                  | Rita Bentley Judy Tegart-Dalton                |               |                     |

## Maggio
| Settimana | Torneo                                                                                | Vincitore                                 | Finalista                          | Semifinalisti | Eliminati ai quarti |
| --------- | ------------------------------------------------------------------------------------- | ----------------------------------------- | ---------------------------------- | ------------- | ------------------- |
| maggio    | Atlanta Invitational 1967 Atlanta, USA Singolare - Doppio                             | Jane Peaches Bartkowicz 6-2 6-4           | Carol Hanks-Aucamp                 |               |                     |
| maggio    | Atlanta Invitational 1967 Atlanta, USA Singolare - Doppio                             |                                           |                                    |               |                     |
| maggio    | Stuttgart Tournament 1967 Stoccarda, Germania Singolare - Doppio                      | Helga Niessen Masthoff                    | non conosciuta (bandiera)          |               |                     |
| maggio    | Stuttgart Tournament 1967 Stoccarda, Germania Singolare - Doppio                      |                                           |                                    |               |                     |
| 1º maggio | Campionato Partenopeo 1967 Napoli, Italia Singolare - Doppio                          | Lesley Turner Bowrey 6-3 6-2              | Kathleen Harter                    |               |                     |
| 1º maggio | Campionato Partenopeo 1967 Napoli, Italia Singolare - Doppio                          |                                           |                                    |               |                     |
| 1º maggio | Ojai Valley Championships 1967 Ojai, USA Singolare - Doppio                           | Pam Teeguarden 4-6 6-3 6-2                | Valerie Ziegenfuss                 |               |                     |
| 1º maggio | Ojai Valley Championships 1967 Ojai, USA Singolare - Doppio                           |                                           |                                    |               |                     |
| 1º maggio | Paris International Championships 1967 Parigi, Francia Terra rossa Singolare - Doppio | Françoise Dürr 4-6 7-5 6-1                | Maria Esther Bueno                 |               |                     |
| 1º maggio | Paris International Championships 1967 Parigi, Francia Terra rossa Singolare - Doppio | Françoise Dürr Jeanine Lieffrig 10-8 6-3  | Esme Emanuel Maryna Godwin Proctor |               |                     |
| 7 maggio  | California State Championships 1967 Portola Valley, USA Cemento Singolare - Doppio    | Billie Jean King 6-1 6-3                  | Rosie Casals                       |               |                     |
| 7 maggio  | California State Championships 1967 Portola Valley, USA Cemento Singolare - Doppio    |                                           |                                    |               |                     |
| 9 maggio  | Torneo di Reggio di Calabria 1967 Reggio Calabria, Italia Singolare - Doppio          | Lesley Turner Bowrey 8-6 6-4              | Vlasta Kodesova-Vopickova          |               |                     |
| 9 maggio  | Torneo di Reggio di Calabria 1967 Reggio Calabria, Italia Singolare - Doppio          |                                           |                                    |               |                     |
| 14 maggio | Southern California Championships 1967 Los Angeles, USA Singolare - Doppio            | Tory-Ann Fretz 9-7 ritiro                 | Dorothy Bundy Cheney               |               |                     |
| 14 maggio | Southern California Championships 1967 Los Angeles, USA Singolare - Doppio            |                                           |                                    |               |                     |
| 15 maggio | West Berlin Championships 1967 Berlino, Germania Singolare - Doppio                   | Patricia Walkden-Pretorius 6-2 1-6 6-2    | Helga Schultze-Hösl                |               |                     |
| 15 maggio | West Berlin Championships 1967 Berlino, Germania Singolare - Doppio                   |                                           |                                    |               |                     |
| 15 maggio | Charlotte Invitation 1967 Charlotte, USA Terra rossa Singolare - Doppio               | Billie Jean King 6-1 6-2                  | Jane Peaches Bartkowicz            |               |                     |
| 15 maggio | Charlotte Invitation 1967 Charlotte, USA Terra rossa Singolare - Doppio               |                                           |                                    |               |                     |
| 15 maggio | Surrey Hard Court Championships 1967 Guildford, Gran Bretagna Singolare - Doppio      | Judy Tegart-Dalton 6-1 6-4                | Jan Lehane                         |               |                     |
| 15 maggio | Surrey Hard Court Championships 1967 Guildford, Gran Bretagna Singolare - Doppio      |                                           |                                    |               |                     |
| 15 maggio | Internazionali d'Italia 1967 Roma, Italia Terra rossa Singolare - Doppio              | Lesley Turner Bowrey 6-3 6-3              | Maria Esther Bueno                 |               |                     |
| 15 maggio | Internazionali d'Italia 1967 Roma, Italia Terra rossa Singolare - Doppio              | Rosie Casals Lesley Turner Bowrey 7-5 7-5 | Lea Pericoli Silvana Lazzarino     |               |                     |
| 20 maggio | Roehampton Hard Court Championships 1967 Roehampton, Gran Bretagna Singolare - Doppio | Lesley Turner Bowrey 6-3 6-4              | Judy Tegart-Dalton                 |               |                     |
| 20 maggio | Roehampton Hard Court Championships 1967 Roehampton, Gran Bretagna Singolare - Doppio |                                           |                                    |               |                     |
| 21 maggio | Torneo di Reggio Emilia 1967 Reggio Emilia, Italia Terra rossa Singolare - Doppio     | Rosie Casals 4-6 6-0 6-3                  | Lea Pericoli                       |               |                     |
| 21 maggio | Torneo di Reggio Emilia 1967 Reggio Emilia, Italia Terra rossa Singolare - Doppio     |                                           |                                    |               |                     |
| 29 maggio | Essen Tournament 1967 Essen, Germania Singolare - Doppio                              | Helga Niessen Masthoff 6-3 6-0            | Esme Emanuel                       |               |                     |
| 29 maggio | Essen Tournament 1967 Essen, Germania Singolare - Doppio                              |                                           |                                    |               |                     |

## Giugno
| Settimana | Torneo                                                                                        | Vincitore                                              | Finalista                                     | Semifinalisti | Eliminati ai quarti |
| --------- | --------------------------------------------------------------------------------------------- | ------------------------------------------------------ | --------------------------------------------- | ------------- | ------------------- |
| giugno    | Torneo di Le Rasante 1967 Le Rasante, Francia Singolare - Doppio                              | Gail Sherriff Chanfreau Lovera                         | non conosciuta (bandiera)                     |               |                     |
| giugno    | Torneo di Le Rasante 1967 Le Rasante, Francia Singolare - Doppio                              |                                                        |                                               |               |                     |
| giugno    | Victorian Hard Court Championships 1967 Melbourne - Elsternwick, Australia Singolare - Doppio | Lorraine Coghlan Robinson                              | non conosciuta (bandiera)                     |               |                     |
| giugno    | Victorian Hard Court Championships 1967 Melbourne - Elsternwick, Australia Singolare - Doppio |                                                        |                                               |               |                     |
| 1º giugno | Torneo di Cardiff 1967 Cardiff, Gran Bretagna Erba Singolare - Doppio                         | Alice Luthy-Tym 6-1 6-3                                | Maria Eugenia Guzman                          |               |                     |
| 1º giugno | Torneo di Cardiff 1967 Cardiff, Gran Bretagna Erba Singolare - Doppio                         |                                                        |                                               |               |                     |
| 1º giugno | Worcestershire Championships 1967 Malvern, Gran Bretagna Erba Singolare - Doppio              | Alex Soady 6-2 6-0                                     | Borchard                                      |               |                     |
| 1º giugno | Worcestershire Championships 1967 Malvern, Gran Bretagna Erba Singolare - Doppio              |                                                        |                                               |               |                     |
| 1º giugno | Torneo di Lytham St Annes 1967 Lytham St Annes, Gran Bretagna Erba Singolare - Doppio         | Susan Alexander 3-6 6-3 6-4                            | Jean Wilson                                   |               |                     |
| 1º giugno | Torneo di Lytham St Annes 1967 Lytham St Annes, Gran Bretagna Erba Singolare - Doppio         | Margaret O'Donnell Jean Wilson                         | Susan Alexander Mackay                        |               |                     |
| 3 giugno  | Surrey Grass Court Championhips 1967 Surbiton, Gran Bretagna Erba Singolare - Doppio          | Lynn Abbes 6-4 6-3                                     | Robin Blakelock-Lloyd                         |               |                     |
| 3 giugno  | Surrey Grass Court Championhips 1967 Surbiton, Gran Bretagna Erba Singolare - Doppio          |                                                        |                                               |               |                     |
| 4 giugno  | Bielefeld Tournament 1967 Bielefeld, Germania Singolare - Doppio                              | Helga Niessen Masthoff 6-4 6-0                         | Heide Schildeknecht-Orth                      |               |                     |
| 4 giugno  | Bielefeld Tournament 1967 Bielefeld, Germania Singolare - Doppio                              |                                                        |                                               |               |                     |
| 4 giugno  | Internazionali di Francia 1967 Parigi, Francia Terra rossa Singolare - Doppio                 | Françoise Dürr 4-6 6-3 6-4                             | Lesley Turner Bowrey                          |               |                     |
| 4 giugno  | Internazionali di Francia 1967 Parigi, Francia Terra rossa Singolare - Doppio                 | Françoise Dürr Gail Sherriff Chanfreau Lovera 6-2, 6-2 | Annette Van Zyl Patricia Walkden-Pretorius    |               |                     |
| 4 giugno  | US Hard Court Championships 1967 Sacramento, USA Singolare - Doppio                           | Jane Peaches Bartkowicz 6-4 6-4                        | Valerie Ziegenfuss                            |               |                     |
| 4 giugno  | US Hard Court Championships 1967 Sacramento, USA Singolare - Doppio                           | Grant Valerie Ziegenfuss 8-6 9-7                       | Jane Peaches Bartkowicz Sue Shrader           |               |                     |
| 4 giugno  | Tulsa Clay Court Championships 1967 Tulsa, USA Singolare - Doppio                             | Nancy Richey 6-2 6-3                                   | Carole Caldwell Graebner                      |               |                     |
| 4 giugno  | Tulsa Clay Court Championships 1967 Tulsa, USA Singolare - Doppio                             |                                                        |                                               |               |                     |
| 8 giugno  | Barnes 1967 Lowther, Gran Bretagna Singolare - Doppio                                         | Lorna Greville Collins 7-9 7-5 6-4                     | Hall                                          |               |                     |
| 8 giugno  | Barnes 1967 Lowther, Gran Bretagna Singolare - Doppio                                         |                                                        |                                               |               |                     |
| 10 giugno | Northern Championships 1967 Manchester, Gran Bretagna Singolare - Doppio                      | Maria Esther Bueno 6-4 6-3                             | Karen Krantzcke                               |               |                     |
| 10 giugno | Northern Championships 1967 Manchester, Gran Bretagna Singolare - Doppio                      | Winnie Shaw Joyce Barclay-Williams-Hume 6-4 7-5        | Karen Krantzcke Jan Lehane                    |               |                     |
| 10 giugno | West of Scotland Championships 1967 Glasgow, Gran Bretagna Singolare - Doppio                 | Kathleen Harter 6-4 3-6 6-0                            | Frances MacLennan                             |               |                     |
| 10 giugno | West of Scotland Championships 1967 Glasgow, Gran Bretagna Singolare - Doppio                 |                                                        |                                               |               |                     |
| 12 giugno | Belgium International Championships 1967 Bruxelles, Belgio Singolare - Doppio                 | Michele Kahn 6-1 6-1                                   | Jacob                                         |               |                     |
| 12 giugno | Belgium International Championships 1967 Bruxelles, Belgio Singolare - Doppio                 |                                                        |                                               |               |                     |
| 17 giugno | Kent Championships 1967 Beckenham, Gran Bretagna Erba Singolare - Doppio                      | Ann Haydon Jones 6-3 1-6 6-3                           | Virginia Wade                                 |               |                     |
| 17 giugno | Kent Championships 1967 Beckenham, Gran Bretagna Erba Singolare - Doppio                      | Ann Haydon Jones Virginia Wade 6-2 3-6 6-4             | Karen Krantzcke Kerry Melville Reid           |               |                     |
| 17 giugno | West of England Championships 1967 Bristol, Gran Bretagna Singolare - Doppio                  | Patricia Walkden-Pretorius 0-6 6-4 6-3                 | Edda Buding                                   |               |                     |
| 17 giugno | West of England Championships 1967 Bristol, Gran Bretagna Singolare - Doppio                  | Patricia Walkden-Pretorius Annette Van Zyl 6-3 6-1     | Françoise Dürr Gail Sherriff Chanfreau Lovera |               |                     |
| 17 giugno | Nottinghamshire Championships 1967 Nottingham, Gran Bretagna Singolare - Doppio               | Margaret Harris 6-4 6-2                                | Susan Behlmar                                 |               |                     |
| 17 giugno | Nottinghamshire Championships 1967 Nottingham, Gran Bretagna Singolare - Doppio               |                                                        |                                               |               |                     |
| 18 giugno | Torneo Godò 1967 Barcellona, Spagna Singolare - Doppio                                        | Ana-Maria Estalella 6-2 7-5                            | Michelle Boulle                               |               |                     |
| 18 giugno | Torneo Godò 1967 Barcellona, Spagna Singolare - Doppio                                        |                                                        |                                               |               |                     |
| 25 giugno | Southern Championships 1967 Birmingham, USA Singolare - Doppio                                | Roberta Alison-Baumgardner 6-2 6-1                     | Raymonde Veber-Jones                          |               |                     |
| 25 giugno | Southern Championships 1967 Birmingham, USA Singolare - Doppio                                |                                                        |                                               |               |                     |
| 25 giugno | Queen's Club Championships 1967 Londra, Gran Bretagna Erba Singolare - Doppio                 | Nancy Richey 2-6 6-2 6-4                               | Kerry Melville Reid                           |               |                     |
| 25 giugno | Queen's Club Championships 1967 Londra, Gran Bretagna Erba Singolare - Doppio                 |                                                        |                                               |               |                     |

## Luglio
| Settimana | Torneo                                                                                | Vincitore                                               | Finalista                                  | Semifinalisti | Eliminati ai quarti |
| --------- | ------------------------------------------------------------------------------------- | ------------------------------------------------------- | ------------------------------------------ | ------------- | ------------------- |
| luglio    | Scottish Championships 1967 Edimburgo, Gran Bretagna Singolare - Doppio               | Joyce Barclay-Williams-Hume 6-3 4-6 6-1                 | Frances MacLennan                          |               |                     |
| luglio    | Scottish Championships 1967 Edimburgo, Gran Bretagna Singolare - Doppio               |                                                         |                                            |               |                     |
| luglio    | Montana Invitational 1967 Montana, Svizzera Singolare - Doppio                        | Lesley Turner Bowrey 6-2 7-5                            | Jan Lehane                                 |               |                     |
| luglio    | Montana Invitational 1967 Montana, Svizzera Singolare - Doppio                        |                                                         |                                            |               |                     |
| 8 luglio  | Torneo di Wimbledon 1967 Wimbledon, Gran Bretagna Erba Singolare - Doppio             | Billie Jean King 6-3 6-4                                | Ann Haydon Jones                           |               |                     |
| 8 luglio  | Torneo di Wimbledon 1967 Wimbledon, Gran Bretagna Erba Singolare - Doppio             | Rosie Casals Billie Jean King 9-11 6-4 6-2              | Maria Ester Bueno Nancy Richey             |               |                     |
| 10 luglio | Tri-State Championships 1967 Cincinnati, USA Singolare - Doppio                       | Jane Peaches Bartkowicz 6-4 6-1                         | Patsy Rippy                                |               |                     |
| 10 luglio | Tri-State Championships 1967 Cincinnati, USA Singolare - Doppio                       | Jane Peaches Bartkowicz Patsy Rippy 6-3 6-0             | Marilyn Aschner Pixie Lamm                 |               |                     |
| 10 luglio | Swiss International Championships 1967 Gstaad, Svizzera Singolare - Doppio            | Annette Van Zyl 6-1 3-6 6-3                             | Jan Lehane                                 |               |                     |
| 10 luglio | Swiss International Championships 1967 Gstaad, Svizzera Singolare - Doppio            |                                                         |                                            |               |                     |
| 12 luglio | Torneo di Travemünde 1967 Travemünde, Germania Singolare - Doppio                     | Helga Schultze-Hösl 4-6 7-5 6-3                         | Helga Niessen Masthoff                     |               |                     |
| 12 luglio | Torneo di Travemünde 1967 Travemünde, Germania Singolare - Doppio                     |                                                         |                                            |               |                     |
| 15 luglio | Dublin Invitational 1967 Dublino, Irlanda Erba Singolare - Doppio                     | Jan Lehane 6-4 6-4                                      | Helen Gourlay-Cawley                       |               |                     |
| 15 luglio | Dublin Invitational 1967 Dublino, Irlanda Erba Singolare - Doppio                     | Helen Gourlay-Cawley Jan Lehane 6-4 6-1                 | Heather Allen Mrs Drysdale                 |               |                     |
| 15 luglio | Welsh Championships 1967 Newport, Gran Bretagna Singolare - Doppio                    | Judy Tegart-Dalton 6-4 6-4                              | Ann Haydon Jones                           |               |                     |
| 15 luglio | Welsh Championships 1967 Newport, Gran Bretagna Singolare - Doppio                    | Judy Tegart-Dalton Lesley Turner Bowrey 5-7 6-4 6-3     | Annette Van Zyl Patricia Walkden-Pretorius |               |                     |
| 16 luglio | Swedish International Hard Court Championships 1967 Båstad, Svezia Singolare - Doppio | Françoise Dürr 7-5 2-6 6-2                              | Rosie Casals                               |               |                     |
| 16 luglio | Swedish International Hard Court Championships 1967 Båstad, Svezia Singolare - Doppio |                                                         |                                            |               |                     |
| 18 luglio | Düsseldorf Championships 1967 Düsseldorf, Germania Singolare - Doppio                 | Helga Schultze-Hösl 3-6 6-3 6-0                         | Gail Sherriff Chanfreau Lovera             |               |                     |
| 18 luglio | Düsseldorf Championships 1967 Düsseldorf, Germania Singolare - Doppio                 | Helga Niessen Masthoff Heide Schildeknecht-Orth 8-6 6-3 | Helga Schultze-Hösl Edda Buding            |               |                     |
| 20 luglio | Western Championships 1967 Indianapolis, USA Singolare - Doppio                       | Nancy Richey 6-4 6-0                                    | Kerry Melville Reid                        |               |                     |
| 20 luglio | Western Championships 1967 Indianapolis, USA Singolare - Doppio                       | Nancy Richey Carole Caldwell Graebner 6-4 6-1           | Karen Krantzcke Kerry Melville Reid        |               |                     |
| 22 luglio | Essex Championships 1967 Frinton, Gran Bretagna Singolare - Doppio                    | Ann Haydon Jones 6-1 6-2                                | Gail Sherriff Chanfreau Lovera             |               |                     |
| 22 luglio | Essex Championships 1967 Frinton, Gran Bretagna Singolare - Doppio                    |                                                         |                                            |               |                     |
| 22 luglio | North of England Championships 1967 Hoylake, Gran Bretagna Singolare - Doppio         | Virginia Wade 6-3 6-4                                   | Judy Tegart-Dalton                         |               |                     |
| 22 luglio | North of England Championships 1967 Hoylake, Gran Bretagna Singolare - Doppio         | Helen Gourlay-Cawley Judy Tegart-Dalton 6-4 6-3         | Christine Truman Virginia Wade             |               |                     |
| 23 luglio | US Clay Court Championships 1967 Milwaukee, USA Terra rossa Singolare - Doppio        | Nancy Richey 6-2 6-3                                    | Rosie Casals                               |               |                     |
| 23 luglio | US Clay Court Championships 1967 Milwaukee, USA Terra rossa Singolare - Doppio        | Karen Krantzcke Kerry Melville Reid 6-4 6-1             | Rosie Casals Billie Jean King              |               |                     |
| 30 luglio | East of England Championships 1967 Felixstone, Gran Bretagna Singolare - Doppio       | Patti Hogan 6-2 6-3                                     | Lynn Abbes                                 |               |                     |
| 30 luglio | East of England Championships 1967 Felixstone, Gran Bretagna Singolare - Doppio       | Patti Hogan Lynn Abbes 6-1 6-2                          | Robin Blakelock-Lloyd Alex Soady           |               |                     |
| 30 luglio | Pennsylvania Lawn Tennis Championship 1967 Filadelfia, USA Singolare - Doppio         | Mary-Ann Eisel Curtis 6-1 6-3                           | Carole Caldwell Graebner                   |               |                     |
| 30 luglio | Pennsylvania Lawn Tennis Championship 1967 Filadelfia, USA Singolare - Doppio         |                                                         |                                            |               |                     |
| 30 luglio | Tennis ai V Giochi panamericani Winnipeg, Canada Singolare - Doppio                   | Elena Subirats                                          | Patsy Rippy                                |               |                     |
| 30 luglio | Tennis ai V Giochi panamericani Winnipeg, Canada Singolare - Doppio                   |                                                         |                                            |               |                     |

## Agosto
| Settimana | Torneo                                                                                          | Vincitore                                                 | Finalista                                     | Semifinalisti | Eliminati ai quarti |
| --------- | ----------------------------------------------------------------------------------------------- | --------------------------------------------------------- | --------------------------------------------- | ------------- | ------------------- |
| agosto    | Middle States Grass Court Championships 1967 Filadelfia, USA Erba Singolare - Doppio            | Lynn Abbes 5-7 6-4 6-1                                    | Patti Hogan                                   |               |                     |
| agosto    | Middle States Grass Court Championships 1967 Filadelfia, USA Erba Singolare - Doppio            |                                                           |                                               |               |                     |
| agosto    | Piping Rock Tournament 1967 New York, USA Singolare - Doppio                                    | Kerry Melville Reid 6-2 6-4                               | Tory-Ann Fretz                                |               |                     |
| agosto    | Piping Rock Tournament 1967 New York, USA Singolare - Doppio                                    |                                                           |                                               |               |                     |
| 1º agosto | Ontario Centennial 1967 Toronto, Canada Singolare - Doppio                                      | Rita Bentley 6-3 4-6 6-3                                  | Faye Urban                                    |               |                     |
| 1º agosto | Ontario Centennial 1967 Toronto, Canada Singolare - Doppio                                      | Faye Urban Vicky Berner                                   | Rita Bentley Jean Wilson                      |               |                     |
| 1º agosto | Torneo di Hanko 1967 Hanko, Finlandia Terra rossa Singolare - Doppio                            | Eva Lundquist 6-3 6-0                                     | Brigitta Lindstrom                            |               |                     |
| 1º agosto | Torneo di Hanko 1967 Hanko, Finlandia Terra rossa Singolare - Doppio                            |                                                           |                                               |               |                     |
| 2 agosto  | Torneo di Bad Neuenahr 1967 Bad Neuenahr, Germania Terra rossa Singolare - Doppio               | Helga Schultze-Hösl 6-2 6-1                               | Suzanne Korpas                                |               |                     |
| 2 agosto  | Torneo di Bad Neuenahr 1967 Bad Neuenahr, Germania Terra rossa Singolare - Doppio               |                                                           |                                               |               |                     |
| 2 agosto  | Torneo di Evian 1967 Évian-les-Bains, Francia Terra rossa Singolare - Doppio                    | Fay Toyne-Moore 6-2 6-4                                   | Caroline Langsford                            |               |                     |
| 2 agosto  | Torneo di Evian 1967 Évian-les-Bains, Francia Terra rossa Singolare - Doppio                    |                                                           |                                               |               |                     |
| 2 agosto  | Torneo di Winnipeg 1967 Winnipeg, Canada Singolare - Doppio                                     | Elena Subirats 6-3 6-2                                    | Patsy Rippy                                   |               |                     |
| 2 agosto  | Torneo di Winnipeg 1967 Winnipeg, Canada Singolare - Doppio                                     |                                                           |                                               |               |                     |
| 5 agosto  | South of Scotland Championships 1967 Moffat, Gran Bretagna Singolare - Doppio                   | Harris 6-1 6-3                                            | Moodie                                        |               |                     |
| 5 agosto  | South of Scotland Championships 1967 Moffat, Gran Bretagna Singolare - Doppio                   |                                                           |                                               |               |                     |
| 6 agosto  | Torneo di Ostenda 1967 Ostenda, Belgio Terra rossa Singolare - Doppio                           | Lita Liem 6-3 6-4                                         | Monique Bedoret                               |               |                     |
| 6 agosto  | Torneo di Ostenda 1967 Ostenda, Belgio Terra rossa Singolare - Doppio                           |                                                           |                                               |               |                     |
| 7 agosto  | Eastern Grass Court Championships 1967 Orange, USA Erba Singolare - Doppio                      | Billie Jean King 4-6 6-2 6-3                              | Kathleen Harter                               |               |                     |
| 7 agosto  | Eastern Grass Court Championships 1967 Orange, USA Erba Singolare - Doppio                      | Billie Jean King Rosie Casals 6-3 13-15 6-4               | Mary-Ann Eisel Curtis Donna Floyd-Fales       |               |                     |
| 8 agosto  | Canadian Championships 1967 Montréal, Canada Erba Singolare - Doppio                            | Kathleen Harter 6-1 5-7 7-5                               | Rita Bentley                                  |               |                     |
| 8 agosto  | Canadian Championships 1967 Montréal, Canada Erba Singolare - Doppio                            | Faye Urban Vicky Berner                                   | Maria Eugenia Guzman Patricia Montano         |               |                     |
| 8 agosto  | Torneo di Mariehamn 1967 Marieham, Finlandia Terra rossa Singolare - Doppio                     | D. Asteri 6-3 6-0                                         | U. Nordblom                                   |               |                     |
| 8 agosto  | Torneo di Mariehamn 1967 Marieham, Finlandia Terra rossa Singolare - Doppio                     |                                                           |                                               |               |                     |
| 8 agosto  | German Championships 1967 Amburgo, Germania Terra rossa Singolare - Doppio                      | Françoise Dürr 6-4 6-4                                    | Lesley Turner Bowrey                          |               |                     |
| 8 agosto  | German Championships 1967 Amburgo, Germania Terra rossa Singolare - Doppio                      | Lesley Turner Bowrey Judy Tegart-Dalton 8-6 6-1           | Françoise Dürr Gail Sherriff Chanfreau Lovera |               |                     |
| 12 agosto | Irish Championships 1967 Dublino, Irlanda Erba Singolare - Doppio                               | Alex Soady 6-3 6-2                                        | Heather Allen                                 |               |                     |
| 12 agosto | Irish Championships 1967 Dublino, Irlanda Erba Singolare - Doppio                               | Robin Blakelock-Lloyd Alex Soady 6-1 6-1                  | O'Brien O'Gorman                              |               |                     |
| 13 agosto | Belgium International Championships 1967 Knokke-Le Zoute, Belgio Terra rossa Singolare - Doppio | Helga Schultze-Hösl 6-4 6-3                               | Judy Tegart-Dalton                            |               |                     |
| 13 agosto | Belgium International Championships 1967 Knokke-Le Zoute, Belgio Terra rossa Singolare - Doppio | Patricia Walkden-Pretorius Annette Van Zyl 6-1 5-7 6-4    | Christiane Mercelis Helga Schultze-Hösl       |               |                     |
| 13 agosto | Torneo di La Baule 1967 La Baule, Francia Terra rossa Singolare - Doppio                        | Caroline Langsford 6-3 6-2                                | Puget                                         |               |                     |
| 13 agosto | Torneo di La Baule 1967 La Baule, Francia Terra rossa Singolare - Doppio                        |                                                           |                                               |               |                     |
| 14 agosto | Bavarian Championships 1967 Monaco di Baviera, Germania Terra rossa Singolare - Doppio          | Edda Buding 7-5 1-6 6-2                                   | Jan Lehane                                    |               |                     |
| 14 agosto | Bavarian Championships 1967 Monaco di Baviera, Germania Terra rossa Singolare - Doppio          | Françoise Dürr Gail Sherriff Chanfreau Lovera 6-1 2-6 7-5 | Edda Buding Helga Niessen Masthoff            |               |                     |
| 15 agosto | Torneo di Viareggio 1967 Viareggio, Italia Terra rossa Singolare - Doppio                       | Maria Teresa Riedl 3-6 6-3 7-5                            | Francesca Gordigiani                          |               |                     |
| 15 agosto | Torneo di Viareggio 1967 Viareggio, Italia Terra rossa Singolare - Doppio                       |                                                           |                                               |               |                     |
| 15 agosto | Torneo di Turku 1967 Turku, Finlandia Singolare - Doppio                                        | Tiiu Kivi 9-7 6-1                                         | Eva Lundquist                                 |               |                     |
| 15 agosto | Torneo di Turku 1967 Turku, Finlandia Singolare - Doppio                                        |                                                           |                                               |               |                     |
| 20 agosto | Essex County Championships 1967 Manchester, USA Erba Singolare - Doppio                         | Billie Jean King 8-6 6-1                                  | Kerry Melville Reid                           |               |                     |
| 20 agosto | Essex County Championships 1967 Manchester, USA Erba Singolare - Doppio                         | Lesley Turner Bowrey Virginia Wade 6-4 6-2                | Mary-Ann Eisel Curtis Donna Floyd-Fales       |               |                     |
| 20 agosto | St Moritz Kulm Carlton 1967 Sankt Moritz, Svizzera Singolare - Doppio                           | Lucia Bassi 6-4 6-3                                       | Kristen Seelbach                              |               |                     |
| 20 agosto | St Moritz Kulm Carlton 1967 Sankt Moritz, Svizzera Singolare - Doppio                           |                                                           |                                               |               |                     |
| 21 agosto | Istanbul International Championships 1967 Istanbul, Turchia Terra rossa Singolare - Doppio      | Jan Lehane 8-6 7-5                                        | Helen Gourlay-Cawley                          |               |                     |
| 21 agosto | Istanbul International Championships 1967 Istanbul, Turchia Terra rossa Singolare - Doppio      |                                                           |                                               |               |                     |
| 21 agosto | Austrian International Championships 1967 Kitzbühel, Austria Terra rossa Singolare - Doppio     | Françoise Dürr 6-3 6-3                                    | Gail Sherriff Chanfreau Lovera                |               |                     |
| 21 agosto | Austrian International Championships 1967 Kitzbühel, Austria Terra rossa Singolare - Doppio     | Françoise Dürr Gail Sherriff Chanfreau Lovera 6-3 6-3     | Helga Schultze-Hösl Helga Niessen Masthoff    |               |                     |
| 21 agosto | Torneo di Le Touquet 1967 Le Touquet, Francia Terra rossa Singolare - Doppio                    | Maurey                                                    | Kalo                                          |               |                     |
| 21 agosto | Torneo di Le Touquet 1967 Le Touquet, Francia Terra rossa Singolare - Doppio                    |                                                           |                                               |               |                     |
| 26 agosto | North of England Championships 1967 Scarborough, Gran Bretagna Erba Singolare - Doppio          | Robin Blakelock-Lloyd 6-2 6-2                             | Sally Holdsworth                              |               |                     |
| 26 agosto | North of England Championships 1967 Scarborough, Gran Bretagna Erba Singolare - Doppio          | Jane Poynder Townsend-Wainwright 6-3 1-6 7-5              | Judy Congdon Harris                           |               |                     |
| 28 agosto | Ankara International 1967 Ankara, Turchia Singolare - Doppio                                    | Jan Lehane 1-6 6-3 6-2                                    | Helen Gourlay-Cawley                          |               |                     |
| 28 agosto | Ankara International 1967 Ankara, Turchia Singolare - Doppio                                    |                                                           |                                               |               |                     |
| 28 agosto | Brumana International 1967 Brummana, Libano Singolare - Doppio                                  | Gail Sherriff Chanfreau Lovera 6-1 1-6 6-2                | Vlasta Kodesova-Vopickova                     |               |                     |
| 28 agosto | Brumana International 1967 Brummana, Libano Singolare - Doppio                                  |                                                           |                                               |               |                     |
| 28 agosto | Portschach International 1967 Pörtschach am Wörther See, Austria Terra rossa Singolare - Doppio | Helga Schultze-Hösl 6-4 6-2                               | Helga Niessen Masthoff                        |               |                     |
| 28 agosto | Portschach International 1967 Pörtschach am Wörther See, Austria Terra rossa Singolare - Doppio | Edda Buding Helga Schultze-Hösl 6-4 6-2                   | Helga Niessen Masthoff Elena Subirats         |               |                     |
| 28 agosto | St Moritz Palace Hotel 1967 Sankt Moritz, Svizzera Terra rossa Singolare - Doppio               | Lucia Bassi 6-3 6-1                                       | Kristen Seelbach                              |               |                     |
| 28 agosto | St Moritz Palace Hotel 1967 Sankt Moritz, Svizzera Terra rossa Singolare - Doppio               |                                                           |                                               |               |                     |

## Settembre
| Settimana    | Torneo                                                                                  | Vincitore                                              | Finalista                                   | Semifinalisti | Eliminati ai quarti |
| ------------ | --------------------------------------------------------------------------------------- | ------------------------------------------------------ | ------------------------------------------- | ------------- | ------------------- |
| settembre    | Sydney Metropolitan Hard Court Championships 1967 Sydney, Australia Singolare - Doppio  | Jill Blackman                                          | non conosciuta (bandiera)                   |               |                     |
| settembre    | Sydney Metropolitan Hard Court Championships 1967 Sydney, Australia Singolare - Doppio  |                                                        |                                             |               |                     |
| 1º settembre | U.S. National Championships 1967 New York, USA Erba Singolare - Doppio                  | Billie Jean King 11-9 6-4                              | Ann Haydon Jones                            |               |                     |
| 1º settembre | U.S. National Championships 1967 New York, USA Erba Singolare - Doppio                  | Rosie Casals Billie Jean King 4-6 6-3 6-4              | Mary-Ann Eisel Curtis Donna Floyd-Fales     |               |                     |
| 1º settembre | World University Games 1967 Tokyo, Giappone Singolare - Doppio                          | Nell Truman 6-4 3-6 6-3                                | Ada Bakker                                  |               |                     |
| 1º settembre | World University Games 1967 Tokyo, Giappone Singolare - Doppio                          | Ada Bakker Astrid Suurbeck 6-3 6-2                     | Alessandra Gobbò Monica Giorgi              |               |                     |
| 3 settembre  | Bratislava International 1967 Bratislava, Cecoslovacchia Terra rossa Singolare - Doppio | Vlasta Kodesova-Vopickova 6-3 6-2                      | Alena Palmeova-West                         |               |                     |
| 3 settembre  | Bratislava International 1967 Bratislava, Cecoslovacchia Terra rossa Singolare - Doppio |                                                        |                                             |               |                     |
| 3 settembre  | Torneo di Budleigh Station 967 Budleigh Station, Gran Bretagna Singolare - Doppio       | Margaret Harris 4-6 8-6 6-3                            | Judy Congdon                                |               |                     |
| 3 settembre  | Torneo di Budleigh Station 967 Budleigh Station, Gran Bretagna Singolare - Doppio       | Alison Rigby Susan Tutt 6-2 6-3                        | Allen Hall                                  |               |                     |
| 3 settembre  | Thessalonika International 1967 Salonicco, Grecia Singolare - Doppio                    | Maria-Jose Aubet 5-7 6-0 6-2                           | D. Asteri                                   |               |                     |
| 3 settembre  | Thessalonika International 1967 Salonicco, Grecia Singolare - Doppio                    |                                                        |                                             |               |                     |
| 10 settembre | Athens International 1967 Atene, Grecia Terra rossa Singolare - Doppio                  | Kalo 4-6 7-5 6-2                                       | Maria-Jose Aubet                            |               |                     |
| 10 settembre | Athens International 1967 Atene, Grecia Terra rossa Singolare - Doppio                  |                                                        |                                             |               |                     |
| 10 settembre | Torneo di Mamaia 1967 Mamaia, Romania Terra rossa Singolare - Doppio                    | Kuhn 3-6 6-3 6-3                                       | Riede                                       |               |                     |
| 10 settembre | Torneo di Mamaia 1967 Mamaia, Romania Terra rossa Singolare - Doppio                    |                                                        |                                             |               |                     |
| 10 settembre | Heart of America Tournament 1967 Kansas City, USA Cemento Singolare - Doppio            | Stephanie De Fina 4-6 6-4 6-4                          | Esme Emanuel                                |               |                     |
| 10 settembre | Heart of America Tournament 1967 Kansas City, USA Cemento Singolare - Doppio            | Mary-Ann Eisel Curtis Kathleen Harter 6-2 7-5          | Stephanie De Fina Esme Emanuel              |               |                     |
| 10 settembre | Malaysian International Championships 1967 Kuala Lumpur, Malaysia Singolare - Doppio    | Lita Liem 6-1 2-1 (non terminata)                      | Lany Kaligis                                |               |                     |
| 10 settembre | Malaysian International Championships 1967 Kuala Lumpur, Malaysia Singolare - Doppio    | Lany Kaligis Lita Liem 6-2 6-0                         | Mien Suhadi Sumarna                         |               |                     |
| 11 settembre | The Criterium 1967 Parigi, Francia Singolare - Doppio                                   | Odile de Roubin 2-6 6-2 6-2                            | Niox                                        |               |                     |
| 11 settembre | The Criterium 1967 Parigi, Francia Singolare - Doppio                                   |                                                        |                                             |               |                     |
| 16 settembre | South of England Championships 1967 Eastbourne, Gran Bretagna Erba Singolare - Doppio   | Collins 6-8 7-5 6-1                                    | Margaret Harris                             |               |                     |
| 16 settembre | South of England Championships 1967 Eastbourne, Gran Bretagna Erba Singolare - Doppio   | Alison Rigby Susan Tutt 6-4 6-1                        | Collins Cox                                 |               |                     |
| 17 settembre | Torneo di San Sebastian 1967 San Sebastián, Spagna Terra rossa Singolare - Doppio       | Alice Luthy-Tym 1-6 6-4 6-4                            | Maria-Carmen Coronado                       |               |                     |
| 17 settembre | Torneo di San Sebastian 1967 San Sebastián, Spagna Terra rossa Singolare - Doppio       |                                                        |                                             |               |                     |
| 18 settembre | Torneo di Versailles 1967 Versailles, Francia Terra rossa Singolare - Doppio            | Gail Sherriff Chanfreau Lovera 9-7 6-3                 | Fay Toyne-Moore                             |               |                     |
| 18 settembre | Torneo di Versailles 1967 Versailles, Francia Terra rossa Singolare - Doppio            |                                                        |                                             |               |                     |
| 24 settembre | Pacific Southwest Championships 1967 Los Angeles, USA Cemento Singolare - Doppio        | Billie Jean King 6-0 6-4                               | Rosie Casals                                |               |                     |
| 24 settembre | Pacific Southwest Championships 1967 Los Angeles, USA Cemento Singolare - Doppio        | Billie Jean King Rosie Casals 5-7 6-3 6-2              | Carole Caldwell Graebner Valerie Ziegenfuss |               |                     |
| 24 settembre | Coupe Porée 1967 Parigi, Francia Singolare - Doppio                                     | Gail Sherriff Chanfreau Lovera 0-6 6-1 6-3             | Fay Toyne-Moore                             |               |                     |
| 24 settembre | Coupe Porée 1967 Parigi, Francia Singolare - Doppio                                     | Gail Sherriff Chanfreau Lovera Fay Toyne-Moore 6-3 6-2 | Daniele Bouteleux Isabelle De Lansalut      |               |                     |
| 24 settembre | Torneo di Oviedo 1967 Oviedo, Spagna Terra rossa Singolare - Doppio                     | Susan Alexander 6-3 2-6 6-4                            | Ana-Maria Estalella                         |               |                     |
| 24 settembre | Torneo di Oviedo 1967 Oviedo, Spagna Terra rossa Singolare - Doppio                     |                                                        |                                             |               |                     |
| 27 settembre | Torneo di Tbilisi 1967 Tbilisi, Georgia Singolare - Doppio                              | Ol'ga Morozova 7-5 4-6 6-1                             | Anna Dmitrieva Tolstoy                      |               |                     |
| 27 settembre | Torneo di Tbilisi 1967 Tbilisi, Georgia Singolare - Doppio                              |                                                        |                                             |               |                     |

## Ottobre
| Settimana  | Torneo                                                                                       | Vincitore                             | Finalista                         | Semifinalisti | Eliminati ai quarti |
| ---------- | -------------------------------------------------------------------------------------------- | ------------------------------------- | --------------------------------- | ------------- | ------------------- |
| ottobre    | Australian Capital Territory Championships 1967 Canberra, Australia Singolare - Doppio       | Lesley Turner Bowrey                  | Elizabeth Fenton                  |               |                     |
| ottobre    | Australian Capital Territory Championships 1967 Canberra, Australia Singolare - Doppio       |                                       |                                   |               |                     |
| 1º ottobre | Midland Invitational 1967 Midland, USA Singolare - Doppio                                    | Nancy Richey 8-6 6-3                  | Patsy Rippy                       |               |                     |
| 1º ottobre | Midland Invitational 1967 Midland, USA Singolare - Doppio                                    |                                       |                                   |               |                     |
| 1º ottobre | Real Madrid International 1967 Madrid, Spagna Singolare - Doppio                             | Ana-Maria Estalella 6-2 6-4           | Susan Alexander                   |               |                     |
| 1º ottobre | Real Madrid International 1967 Madrid, Spagna Singolare - Doppio                             |                                       |                                   |               |                     |
| 2 ottobre  | Pacific Coast Championships 1967 Berkeley, USA Cemento Singolare - Doppio                    | Françoise Dürr 6-4 6-3                | Carole Caldwell Graebner          |               |                     |
| 2 ottobre  | Pacific Coast Championships 1967 Berkeley, USA Cemento Singolare - Doppio                    | Rosie Casals Billie Jean King 6-3 6-4 | Françoise Dürr Judy Tegart-Dalton |               |                     |
| 8 ottobre  | Spanish National Championships 1967 Murcia, Spagna Singolare - Doppio                        | Maria-Carmen Coronado 6-3 6-2         | Ana-Maria Estalella               |               |                     |
| 8 ottobre  | Spanish National Championships 1967 Murcia, Spagna Singolare - Doppio                        |                                       |                                   |               |                     |
| 12 ottobre | Australian Hard Court Championships 1967 Melbourne, Australia Terra rossa Singolare - Doppio | Lesley Turner Bowrey 1-6 7-5 6-2      | Kerry Melville Reid               |               |                     |
| 12 ottobre | Australian Hard Court Championships 1967 Melbourne, Australia Terra rossa Singolare - Doppio |                                       |                                   |               |                     |
| 14 ottobre | Stalybridge Tournament 1967 Stalybridge, Gran Bretagna Singolare - Doppio                    | Virginia Wade 7-5 6-2                 | Winnie Shaw                       |               |                     |
| 14 ottobre | Stalybridge Tournament 1967 Stalybridge, Gran Bretagna Singolare - Doppio                    |                                       |                                   |               |                     |
| 15 ottobre | Sydney Metropolitan Grass Court Championships 1967 Sydney, Australia Singolare - Doppio      | Lesley Turner Bowrey 6-2 6-3          | Jill Blackman                     |               |                     |
| 15 ottobre | Sydney Metropolitan Grass Court Championships 1967 Sydney, Australia Singolare - Doppio      |                                       |                                   |               |                     |

## Novembre
| Settimana   | Torneo                                                                                            | Vincitore                                   | Finalista                               | Semifinalisti | Eliminati ai quarti |
| ----------- | ------------------------------------------------------------------------------------------------- | ------------------------------------------- | --------------------------------------- | ------------- | ------------------- |
| 1º novembre | Israel International 1967 Tel Aviv, Israele Singolare - Doppio                                    | Rita Bentley 6-4 4-6 6-2                    | Almut Sturm                             |               |                     |
| 1º novembre | Israel International 1967 Tel Aviv, Israele Singolare - Doppio                                    | Rita Bentley Jean Wilson 6-1 6-1            | Tova Epstein Almut Sturm                |               |                     |
| 5 novembre  | Argentine International Championships 1967 Buenos Aires, Argentina Terra rossa Singolare - Doppio | Billie Jean King 6-3 3-6 6-2                | Rosie Casals                            |               |                     |
| 5 novembre  | Argentine International Championships 1967 Buenos Aires, Argentina Terra rossa Singolare - Doppio | Françoise Dürr Norma Baylon 6-8 6-4 6-3     | Billie Jean King Rosie Casals           |               |                     |
| 5 novembre  | Queensland Hard Court Championships 1967 Ingham, Australia Singolare - Doppio                     | Lexie Kenny 6-1 3-0 ritiro                  | M. Starr                                |               |                     |
| 5 novembre  | Queensland Hard Court Championships 1967 Ingham, Australia Singolare - Doppio                     |                                             |                                         |               |                     |
| 11 novembre | Palace Hotel Covered Court Championships 1967 Torquay, Gran Bretagna Singolare - Doppio           | Virginia Wade 6-2 12-14 6-2                 | Ann Haydon Jones                        |               |                     |
| 11 novembre | Palace Hotel Covered Court Championships 1967 Torquay, Gran Bretagna Singolare - Doppio           | Virginia Wade Ann Haydon Jones 6-3 6-1      | Winnie Shaw Joyce Barclay-Williams-Hume |               |                     |
| 19 novembre | Queensland Championships 1967 Brisbane, Australia Singolare - Doppio                              | Kerry Melville Reid 6-2 6-4                 | Lesley Turner Bowrey                    |               |                     |
| 19 novembre | Queensland Championships 1967 Brisbane, Australia Singolare - Doppio                              |                                             |                                         |               |                     |
| 26 novembre | New South Wales Championships 1967 Sydney, Australia Singolare - Doppio                           | Judy Tegart-Dalton walkover                 | Margaret Smith-Court                    |               |                     |
| 26 novembre | New South Wales Championships 1967 Sydney, Australia Singolare - Doppio                           | Karen Krantzcke Kerry Melville Reid 6-3 6-4 | Judy Tegart-Dalton Lesley Turner Bowrey |               |                     |

## Dicembre
| Settimana   | Torneo                                                                                   | Vincitore                                               | Finalista                                  | Semifinalisti | Eliminati ai quarti |
| ----------- | ---------------------------------------------------------------------------------------- | ------------------------------------------------------- | ------------------------------------------ | ------------- | ------------------- |
| 3 dicembre  | Victorian Championships 1967 Melbourne, Australia Erba Singolare - Doppio                | Billie Jean King 6-3 3-6 7-5                            | Lesley Turner Bowrey                       |               |                     |
| 3 dicembre  | Victorian Championships 1967 Melbourne, Australia Erba Singolare - Doppio                | Billie Jean King Rosie Casals 6-1 7-5                   | Mary-Ann Eisel Curtis Kathleen Harter      |               |                     |
| 4 dicembre  | Peruvian International 1967 Lima, Perù Singolare - Doppio                                | Virginia Caceres 6-1 6-3                                | Fiorella Bonicelli                         |               |                     |
| 4 dicembre  | Peruvian International 1967 Lima, Perù Singolare - Doppio                                |                                                         |                                            |               |                     |
| 9 dicembre  | Rothmans British Indoor Invitation 1967 Londra, Gran Bretagna Singolare - Doppio         | Virginia Wade 6-2 6-3                                   | Joyce Barclay-Williams-Hume                |               |                     |
| 9 dicembre  | Rothmans British Indoor Invitation 1967 Londra, Gran Bretagna Singolare - Doppio         | Winnie Shaw Joyce Barclay-Williams-Hume 6-4 6-2         | Françoise Dürr Fay Toyne-Moore             |               |                     |
| 10 dicembre | Chiliean National Championships 1967 Viña del Mar, Cile Singolare - Doppio               | María-Isabel Fernández                                  | Michelle Boulle                            |               |                     |
| 10 dicembre | Chiliean National Championships 1967 Viña del Mar, Cile Singolare - Doppio               |                                                         |                                            |               |                     |
| 10 dicembre | Coupe Albert Canet 1967 Parigi, Francia Singolare - Doppio                               | Jeanine Lieffrig 10-8 6-1                               | Rosa Maria Reyes Darmon                    |               |                     |
| 10 dicembre | Coupe Albert Canet 1967 Parigi, Francia Singolare - Doppio                               | Rosa Maria Reyes Darmon Monique Salfati-di Maso 8-6 6-4 | Jeanine Lieffrig Johanne Venturino         |               |                     |
| 16 dicembre | South Australian Championships 1967 Adelaide, Australia Singolare - Doppio               | Judy Tegart-Dalton 4-6 6-1 6-4                          | Billie Jean King                           |               |                     |
| 16 dicembre | South Australian Championships 1967 Adelaide, Australia Singolare - Doppio               | Rosie Casals Billie Jean King 6-2 6-4                   | Karen Krantzcke Kerry Melville Reid        |               |                     |
| 23 dicembre | Border Championships 1967 East London, Sudafrica Singolare - Doppio                      | Virginia Wade 6-1 4-6 6-4                               | Patricia Walkden-Pretorius                 |               |                     |
| 23 dicembre | Border Championships 1967 East London, Sudafrica Singolare - Doppio                      |                                                         |                                            |               |                     |
| 30 dicembre | Eastern Province Championships 1967 Port Elizabeth, Sudafrica Cemento Singolare - Doppio | Patricia Walkden-Pretorius 6-1 6-1                      | Carole Caldwell Graebner                   |               |                     |
| 30 dicembre | Eastern Province Championships 1967 Port Elizabeth, Sudafrica Cemento Singolare - Doppio | Winnie Shaw Nell Truman                                 | Annette Van Zyl Patricia Walkden-Pretorius |               |                     |
| 30 dicembre | Sydney Manly Seaside Championships 1967 Sydney, Australia Singolare - Doppio             | Judy Tegart-Dalton titolo condiviso                     | non conosciuta (bandiera)                  |               |                     |
| 30 dicembre | Sydney Manly Seaside Championships 1967 Sydney, Australia Singolare - Doppio             |                                                         |                                            |               |                     |